# محمدحبیب قاضی‌محمدف
محمدحبیب قاضی‌محمدف (به روسی: Магомедхабиб Кадимагомедов؛ زادهٔ ۲۶ مهٔ ۱۹۹۴) یک کشتی‌گیر آزادکار روسی الاصل کشور بلاروس است. وی سابقه حضور در المپیک ۲۰۲۴ پاریس را دارد.
از افتخارات وی می‌توان به کسب مدال نقره المپیک ۲۰۲۰ توکیو اشاره کرد.

## فعالیت حرفه‌ای

### المپیک ۲۰۲۰ توکیو
قاضی‌محمدف در وزن ۷۴ کیلوگرم کشتی آزاد المپیک ۲۰۲۰ توکیو حاضر بود که گیاندری گارزون از کوبا، کایل داک از آمریکا و فرانک چامیزو از ایتالیا را شکست داد و به فینال رسید. وی در دیدار نهایی به زائوربک سیداکوف از روسیه باخت و به مدال نقره وزن ۷۴ کیلوگرم رسید.

### المپیک ۲۰۲۴ پاریس
قاضی محمدف در وزن ۷۴ کیلوگرم کشتی آزاد المپیک ۲۰۲۴ پاریس حضور داشت که در دور اول به رازامبک جمال اف کشتی‌گیر روسی الاصل ازبکستان با نتیجه ۸ بر صفر شکست خورد . بافینالیست شدن حریف ازبکستانی به رده بندی راه یافت و تیموراز سالکازانوف کشتی‌گیر روسی الاصل اسلواکی را ۶ بر صفر شکست داد اما در دور بعد به چرمن والیف از آلبانی با امتیاز عالی ۱۲ بر ۲ باخت و نهم شد.